# Szynkopole
Szynkopole (lit. Šinkalaukis; pol. hist. Szynkapole) – wieś na Litwie, w okręgu wileńskim, w rejonie wileńskim, w gminie Rukojnie, przy drodze magistralnej A3.

## Historia
W XIX i w początkach XX w. położone było w Rosji, w guberni wileńskiej, w powiecie wileńskim, w gminie Rukojnie. Po I wojnie światowej pod administracją polską, w Zarządzie Cywilnym Ziem Wschodnich. W latach 1920–1922 w składzie Litwy Środkowej.
Od 11 kwietnia 1922 leżało w Polsce, w województwie wileńskim, w powiecie wileńsko-trockim, do 1 kwietnia 1927 w gminie Rukojnie, następnie w gminie Szumsk. W 1931 miejscowość liczyła 56 mieszkańców, zamieszkałych w 10 budynkach.
Po II wojnie światowej w granicach Związku Sowieckiego. Od 1991 na niepodległej Litwie.